# ويليام جون بلير
ويليام جون بلير هو سياسي كندي، ولد في 13 أكتوبر 1875 بزورا في كندا، وتوفي في 24 أبريل 1943 بإنجرسول في كندا. حزبياً، نشط في Unionist Party (Canada) ‏. وقد انتخب عضو مجلس العموم الكندي.